# 福州市公安局精神病收容管理所
福州市公安局精神病收容管理所隶属于福州市公安局，位于福州市福清市渔溪镇南升村竹溪寺，属行政机构。该所内设安康医院，挂福州市公安局安康医院牌子，是对危害社会治安的精神病人依法进行强制医疗的专门机构。该所的主要职责有：

1. 负责全市危害社会治安精神病人的收容工作。
2. 组织并实施对精神病人的治疗和护理工作。
3. 防止精神病人发生意外事故，预防各类突发事件发生，确保安全。